# Cabardino
O Cabardino, também conhecido por Kabardin e Kabarda, em russo Кабардинская лошадь (Kabardinskaya loshad'), é uma raça de cavalo de sela com origem na região do Cáucaso, na Rússia.